# Милошевский, Петар
Петар Милошевский (макед. Петар Милошевски; 6 декабря 1973 — 13 марта 2014) — македонский футболист, выступавший на позиции вратаря.

## Биография
Известен по выступлениям в Республике Македонии за команды «Пелистер» и «Вардар», а также по играм в турецких клубах «Трабзонспор», «Малатьяспор» и «Акчаабат Себатспор», карьеру завершал в 2005—2012 годах. За сборную играл с 1998 по 2011 годы, сыграв 59 матчей. В 1999 году признан лучшим футболистом страны. После карьеры игрока занимал пост спортивного директора сборной Северной Македонии.
13 марта 2014 года разбился в автокатастрофе на трассе Крива-Паланка — Куманово недалеко от села Карпош в результате столкновения с автомобилем президента Федерации футбола Македонии Ильчо Джёрджиевским. Живко Бойковский, в машине которого сидел Милоешвский, превысил скорость на трассе: его машина столкнулась с другой и перевернулась, вылетев с дороги. Бойковского осудили на год тюрьмы.
Ныне имя Петара Милошевского носит учебно-тренировочный центр в Скопье.